# جان فرانسوا جاك
جان فرانسوا جاك هو لاعب هوكي الجليد كندي، ولد في 29 أبريل 1985 في مونتريال في كندا.

## وصلات خارجية
- جان فرانسوا جاك على موقع دوري الهوكي الوطني (الإنجليزية)
- جان فرانسوا جاك على موقع EliteProspects.com (الإنجليزية)
- جان فرانسوا جاك على موقع HockeyDB.com (الإنجليزية)
- جان فرانسوا جاك على موقع Hockey-Reference.com (الإنجليزية)